# 司馬裕
司馬裕（271年—277年3月6日），字濬度，西晋皇子，河內溫縣人。晉武帝司馬炎第七子。母赵才人。

## 生平
咸宁三年（277年）受封始平王，当月就薨逝，时年七岁，谥号哀。

## 嗣子
无子，以淮南王司马允子司马迪为嗣。太康十年（289年），司马迪改封汉王，后来为赵王司马伦所害。